# Лацо Новомеський
Лацо Новомеський (словац. Laco Novomeský; нар.27 грудня, 1904, Будапешт — †4 вересня, 1976, Братислава) — словацький поет, публіцист, комуністичний політик.

## Українські переклади
Українською мовою вірші Новомеського перекладали: Дмитро Павличко, Григорій Кочур, Іван Драч, Роман Лубківський.